# Paul Blobel
Paul Blobel (Potsdam, 13 de agosto de 1894-Landsberg am Lech, 7 de junio de 1951) fue un oficial nazi participante en el Holocausto: SS-Standartenführer, miembro de la Sicherheitsdienst o SD, jefe del comando especial (Sonderkommando) 4a y del Sonderkommando 1005 de los Einsatzgruppen durante la Segunda Guerra Mundial.
Durante la invasión alemana de la Unión Soviética fue responsable del Sonderkommando 4.ª, unidad de exterminio perteneciente al Einsatzgruppe C, que actuó en Ucrania. Blobel fue el principal responsable de la masacre de Babi Yar, en Kiev, acaecida el 29 y 30 de septiembre de 1941, donde fueron asesinados cerca de 100 000 civiles (33 000 judíos y más de 60 000 comunistas, partisanos y gitanos, entre otros). Durante su juicio, el mencionó: «Solo obedecía órdenes».

## Biografía

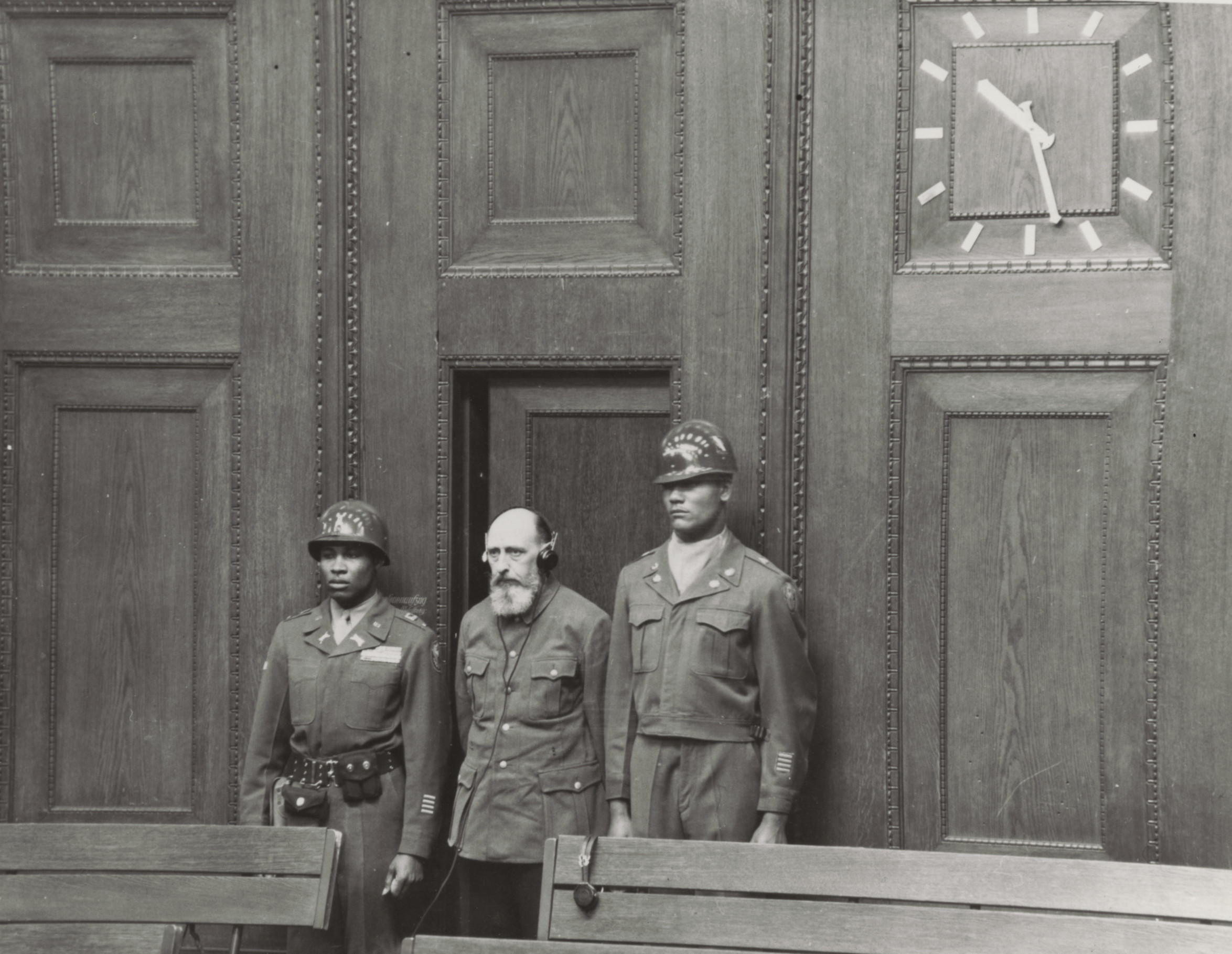
Paul Blobel en el tribunal.

Participó en la Primera Guerra Mundial, donde fue condecorado con la Cruz de Hierro de primera y segunda clase. Después de la guerra, Blobel estudió arquitectura y ejerció esta profesión desde 1924 hasta 1931, cuando tras perder su trabajo se afilió al Partido Nacional Socialista Alemán de los Trabajadores o NSDAP con el número de ficha 844.662, el 1 de diciembre de 1931, así como a las SS, con el número 29.100, de la misma fecha. organizó y ejecutó la Masacre de Babi Yar, la más grande masacre de la Segunda Guerra Mundial, en el barranco de Babi en septiembre de 1941, siendo pionero en la utilización de furgoneta de gasolina y la reasignación y desarrollo en las cámaras de gas en los campos de exterminio en la Polonia ocupada. Más tarde en 1942 fue líder del Sonderaktion 1005, donde millones de cuerpos fueron exhumados en los sitios de las masacres y en los campos de exterminio a través de la Europa Oriental en un esfuerzo para borrar la evidencia del Holocausto y específicamente de la Operación Reinhard. Después de la guerra, Blobel fue juzgado en el Juzgado de Einsatzgruppen y sentenciado a muerte por ahorcamiento, sentencia que se cumplió en 1951.
Fue apartado de su mando el 13 de enero de 1942, oficialmente por razones de salud, pero fue sobre todo debido a su alcoholismo. Entre julio de 1942 y 1944, dirige el Sonderkommando 1005, encargado de ejecutar la Aktion 1005, que tiene por objeto eliminar todos los rastros de las masacres de masas perpetradas por los alemanes en Rusia y Ucrania, y en Babi Yar en particular. Esta operación se llevó a cabo mediante la exhumación de los cadáveres de las fosas comunes y su posterior combustión, una tarea que Blobel optimizó al alternar leña con capas de cadáveres o el uso de raíles como parrillas.

## Muerte
Acabada la guerra fue condenado a muerte por el Tribunal Militar de los EE. UU. en el Juicio a los Einsatzgruppen dentro de los Juicios de Núremberg. Fue ahorcado en la prisión de Landsberg el 7 de junio de 1951.

## Promociones
- SS-Standartenführer: 30 de enero de 1941
- SS-Obersturmbannführer:
- SS-Sturmbannführer:
- SS-Hauptsturmführer: 9 de noviembre de 1936
- SS-Obersturmführer: 9 de noviembre de 1935
- SS-Untersturmführer: 21 de marzo de 1935
- SS-Scharführer: 1934